# نینا اسکای
نینا اسکای (به انگلیسی: Nina Sky) گروه موسیقی آمریکایی متشکل از دو خواهر دوقلو همسان با نام‌های نیکول و ناتالی آلبینو (به انگلیسی: Natalie and Nicole Albino) است که زاده ۱۳ مارس ۱۹۸۴ هستند.